# Joseph De Craecker
Joseph De Craecker (Anversa, 19 gennaio 1891 – 23 ottobre 1975) è stato uno schermidore belga, vincitore di due medaglie d'argento nella scherma ai giochi olimpici.